# 24-я истребительная авиационная дивизия
 24-я истреби́тельная авиацио́нная диви́зия  — авиационное воинское соединение истребительной авиации Вооружённых сил СССР в Великой Отечественной войне.

## Формирование дивизии
24-я истребительная авиационная дивизия сформирована в ВВС Московского военного округа в августе 1940 года путём преобразования из 57-й истребительной авиационной бригады на основании Постановления Совета Народных Комиссаров СССР

## Расформирование дивизии
24-я истребительная авиационная дивизия 6 июля 1941 года на основании Приказа НКО обращена на формирование 6-го истребительного авиационного корпуса ПВО

## В действующей армии
В составе действующей армии:
- с 22 июня 1941 года по 6 июля 1941 года, всего — 15 дней

## Состав дивизии
На 22 июня 1941 года
Управление — Люберцы
11-й истребительный авиационный полк — Кубинка
16-й истребительный авиационный полк — Люберцы
24-й истребительный авиационный полк — Кубинка
27-й истребительный авиационный полк — Клин
34-й истребительный авиационный полк — Люберцы
120-й истребительный авиационный полк — Клин
В разное время
| Части                                 | Период                  |
| ------------------------------------- | ----------------------- |
| 11-й истребительный авиационный полк  | 12.08.1940 — 06.07.1941 |
| 16-й истребительный авиационный полк  | 12.08.1940 — 06.07.1941 |
| 24-й истребительный авиационный полк  | 12.08.1940 — 06.07.1941 |
| 27-й истребительный авиационный полк  | 12.08.1940 — 06.07.1941 |
| 34-й истребительный авиационный полк  | 12.08.1940 — 06.07.1941 |
| 120-й истребительный авиационный полк | 24.10.1940 — 06.07.1941 |
| 176-й истребительный авиационный полк | 27.03.1941 — 01.05.1941 |

## Подчинение
| Дата            | Фронт (округ)            | Армия                           | Корпус | Примечания |
| --------------- | ------------------------ | ------------------------------- | ------ | ---------- |
| 12.08.1940 года | Московский военный округ | ВВС Московского военного округа | -      | -          |
| 22.06.1941 года | Московский военный округ | ВВС Московского военного округа | -      | -          |
| 06.07.1941 года | Московский военный округ | ВВС Московского военного округа | -      | -          |

## Командиры дивизии
| Звание    | Имя                           | Период                  | Примечание |
| --------- | ----------------------------- | ----------------------- | ---------- |
| полковник | Сбытов, Николай Александрович | 12.08.1940 —            |            |
| полковник | Климов, Иван Дмитриевич       | 11.02.1941 — 04.07.1941 |            |

## Участие в операциях и битвах
- ПВО Москвы — с 22 июня 1941 года по 6 июля 1941 года

## Базирование
- 1941-1942 гг. И-16, МиГ-3, Люберцы Московской области